# Ulvotuinen
Ulvotuinen eller Ulvonjärvi är en sjö i kommunen Soini i landskapet Södra Österbotten i Finland. Sjön ligger 207,1 meter över havet. Den är 5,5 meter djup. Arean är 71 hektar och strandlinjen är 4,77 kilometer lång. Sjön  ingår i Kumo älvs huvudavrinningsområde.   Den ligger omkring 82 kilometer öster om Seinäjoki och omkring 280 kilometer norr om Helsingfors. 